# Murici dos Portelas
Murici dos Portelas este un oraș în Piauí (PI), Brazilia.